# هوس (فیلم ۱۳۵۴)
هوس فیلمی به کارگردانی ایرج قادری، نویسندگی علیرضا داوودنژاد و تهیه‌کنندگی جمشید شیبانی محصول سال ۱۳۵۴ است.

## خلاصه فیلم
رحمان زاده (احمد قدکچیان) و همسر (ملیحه نصیری) و دخترش مریم (سپیده) و پسر کوچکش محمدرضا (جهانگیر فرداد) برای تفریح به شمال می‌روند. رضا شریفی (مرتضی عقیلی) ویلایی تدارک می‌بیند و برای به دست آوردن دختر تلاش می‌کند. مریم در پی جوان پولداری است به نام مهران بزرگ نیا (بهرام وطن‌پرست)؛ اما جوان فقیری به نام احمد (ایرج قادری) را به جای او می‌گیرد. آن دو پس از مدتی به هم دل می‌بندند. اما احمد فاش می‌کند که او مهران نیست. مریم احمد را ترک کرده و به‌طور اتفاقی سر راه مهران قرار می‌گیرد. مهران جوان هوسرانی است که مریم را به جنگل می‌کشاند، و همراه دوستانش، در یک مراسم عقد کنان جعلی، او را به عقد خود درمی‌آورد. وقتی او و دوستانش قصد هتک حرمت از مریم را دارند احمد سر می‌رسد و، پس از زد و خورد، مریم را با خود می‌برد تا با او ازدواج کند.

## بازیگران
- ایرج قادری
- سپیده
- مرتضی عقیلی
- بهرام وطن‌پرست
- احمد قدکچیان
- ملیحه نصیری